# Münsterbildchen
Münsterbildchen (französisch Monastère) ist die nördlichste deutsche Enklave in Belgien, westlich der Vennbahngleise. Ihr Name geht auf die frühere Zugehörigkeit zur Reichsabtei Kornelimünster zurück. Der zweite Teil des Flurnamens weist auf einen Bildstock hin, der einst als Grenzmarkierung ungefähr dort stand, wo sich mittlerweile das denkmalgeschützte Steinkreuz aus dem Jahr 1818 befindet.

## Lage
Münsterbildchen ist neben Roetgen/Lammersdorf, Rückschlag, Ruitzhof und Mützenich eine von fünf deutschen Enklaven zwischen Deutschland und Belgien und liegt am Nordrand von Roetgen in der Städteregion Aachen. Sie wird umgrenzt von der Vennbahn im Norden und Osten, der heutigen Landesgrenze zwischen Deutschland und Belgien im Westen und südlich vom Ortseingang zu Roetgen auf Höhe Petergensfeld. Der Name der Enklave zeigt sich in der Bezeichnung der Bundesstraße 258, die zwischen dem Industriegebiet nördlich von Roetgen und der Anhöhe Stockschläger den Namen Münsterbildchen führt.

## Geschichte

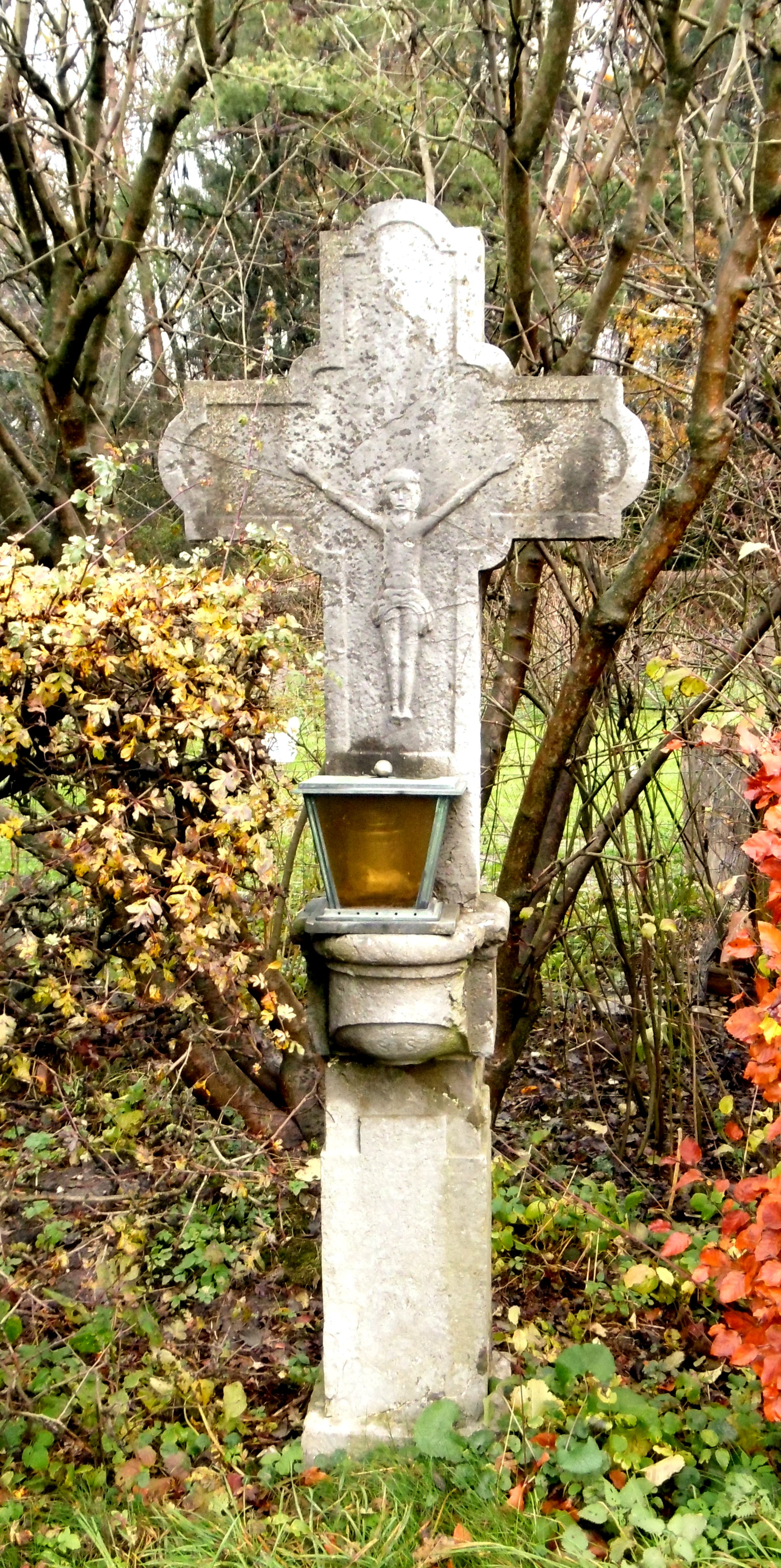
Wegekreuz aus Blaustein aus dem Jahr 1818 vor Haus Münsterbildchen 10

Das Gebiet war bis zu deren Auflösung 1802 ein Lehen der Abtei Kornelimünster. Durch die politische Neuordnung nach der napoleonischen Zeit kam es 1815 zu Preußen und 1871 zum Deutschen Reich. Nach dem Ersten Weltkrieg wurden die deutschen Grenzen infolge des Vertrags von Versailles und nachfolgender Vereinbarungen geändert. Die in der Nähe der neu festgelegten deutsch-belgischen Grenze verlaufende Trasse der Vennbahn wurde 1920 durchgehend belgisches Staatsgebiet; fünf kleinere westlich der Bahntrasse liegende, aber bei Deutschland verbleibende Gebiete wurden so vom übrigen Deutschland abgetrennt und dadurch zu Exklaven; Münsterbildchen ist die nördlichste dieser fünf Exklaven. Rechts und links der Trasse sind im Gelände die Grenzsteine zu finden. Nach dem Zweiten Weltkrieg änderte sich an diesem Grenzverlauf und den staatlichen Zugehörigkeiten nichts. Aufgrund der alten Zugehörigkeit zu Kornelimünster lag das Gebiet Münsterbildchen außerhalb des Monschauer Landes und kam zunächst über die Gemeinde Walheim 1972 zur Stadt Aachen, wurde aber in Korrektur dieser Regelungen 1974 der Gemeinde Roetgen zugeschlagen. Nach der Stilllegung der Bahn und dem Abbau der Gleise wurde auf der ehemaligen Bahntrasse Anfang der 2010er Jahre der Vennbahn-Radweg errichtet.
Mitten im Gewerbegebiet liegt am Ufer des Grölisbaches fast unkenntlich und zugewachsen das Naturdenkmal „Genagelte Stein“, der ursprünglich die Grenze zwischen dem Herzogtum Limburg, der Abtei Kornelimünster und dem Herzogtum Jülich markierte und zu diesem Zweck mit drei Nägeln beschlagen wurde.

## Wirtschaft und Infrastruktur
Münsterbildchen ist geprägt durch einen größeren Waldanteil im Norden und einige bäuerliche Gehöfte, darunter die Güter Münsterbildchen und Marienbildchen. Ansonsten gibt es Gewerbeflächen und Dienstleistungsangebote. Münsterbildchen ist von Aachen mit dem PKW in weniger als einer Stunde zu erreichen. Lokale Busunternehmen ermöglichen Verbindungen zu anderen Städten in Deutschland und Belgien.